# Robert Greene (escritor inglés del siglo XVI)

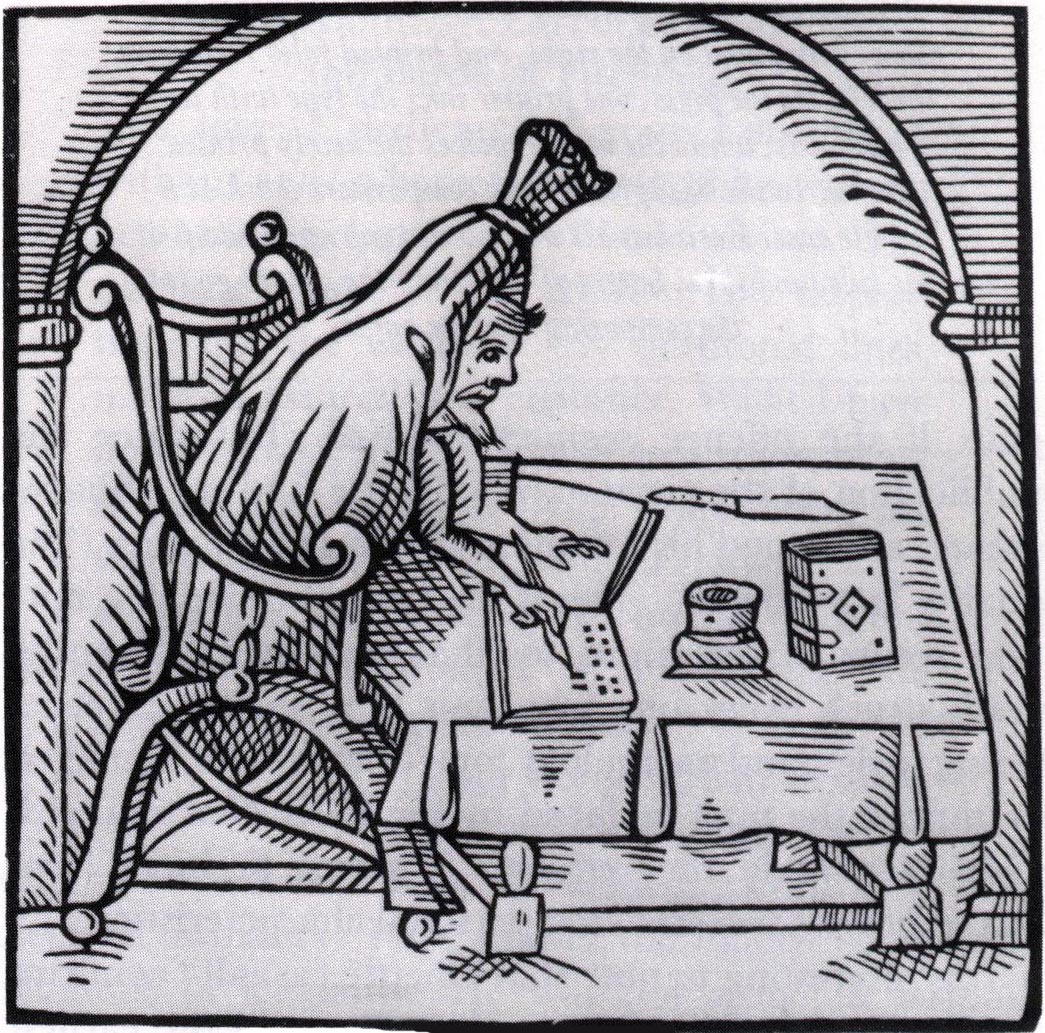
Xilografía que describe a Greene en su estudio en la obra de John Dickenson Greene in conceipt (1598)

Robert Greene (Norwich, 11 de julio de 1558 – 3 de septiembre de 1592) fue un dramaturgo, poeta, ensayista y escritor en prosa inglés. 

## Vida

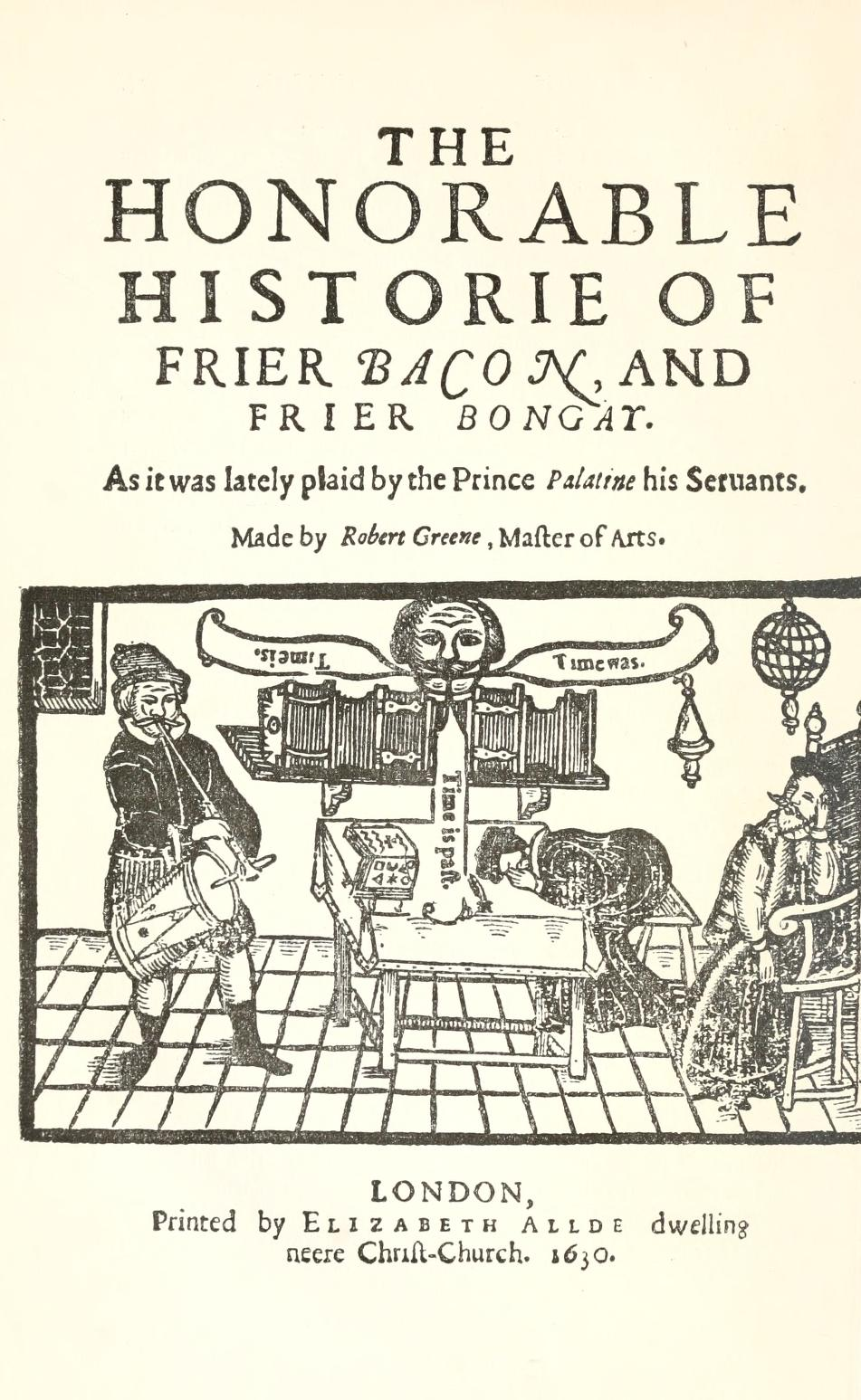
Portada de la edición de 1630 de la más célebre comedia de Robert Greene, Friar Bacon and Friar Bungay.

Nació en Norwich, Inglaterra, al parecer de humilde familia. Asistió al Colegio de San Juan de la Universidad de Cambridge y se graduó en Artes en 1580; obtuvo además una maestría por Oxford hacia 1588, probablemente honoraria.
En su época se aseguraba que abandonó a su mujer y a su hijo y llevó una vida licenciosa que testimonia su obra, donde se ven animados cuadros de género de los bajos fondos. Greene fue uno de los primeros escritores de Gran Bretaña que pudo vivir de lo que componía: fue el primer escritor profesional inglés. Su vasta producción de panfletos, tratados y misceláneas (entre 1583 y 1592 publicó más de veinticinco obras en prosa) muestra la necesidad constante del autor por sufragar su disoluto estilo de vida y aumentar sus ingresos. Su misma reputación escandalosa le ayudaba a vender sus escritos. Hoy en día es difícil saber cuánto había de realidad y de ficción en la leyenda que él mismo contribuyó a crear.
Hacia 1590 escribió su más famosa comedia, Friar Bacon and Friar Bungay, de éxito tal que fue regularmente repuesta en Inglaterra. La pieza es el mejor ejemplo del humor cáustico que caracterizaba a Robert Greene. 
Su contemporáneo Gabriel Harvey indicó que había muerto tras una copiosa cena en que consumió arenques de conserva y no poco vino del Rin.

## Obra
Los numerosos panfletos de Greene, que llamaba coney-catching, poseían un vivo colorido e historias sensacionales sobre gente asaltada por criminales o estafadores que arrebataban el dinero que tanto había costado ganar a los incautos. Y, aunque los redactaba siempre desde la perspectiva de un antiguo timador arrepentido de sus actos, la audiencia de la época debía juzgar esto poco creíble y más bien propio de la mera convención literaria.
Las obras de Greene incluyen The Scottish History of James IV (La historia escocesa de Jacobo IV), Aphonsus (Alfonso), y su mayor éxito, Friar Bacon and Friar Bungay (El fraile Bacon y el fraile Bungay), de alrededor de 1591, así como Orlando Furioso, fundado en el poema narrativo homónimo escrito por el italiano Ludovico Ariosto.
Podrían añadirse a estas obras otras publicadas con su nombre tras su muerte. Así, se ha propuesto su autoría para otra pieza dramática, una segunda parte de Friar Bacon… que lleva el título  de John of Bordeaux; también podría ser igualmente autor de The Troublesome Reign of King John, George a Greene, Fair Em, A Knack to Know a Knave, Locrine, Selimus y Edward III, e incluso haber tenido parte en las tragedias Titus Andronicus y Henry VI de Shakespeare.

## Greene y Shakespeare
Tuvo una relación complicada con William Shakespeare. Escribió en su panfleto Greene's Groats-worth of Wit bought with a Million of Repentance la más temprana alusión que hay al famoso Cisne del Avon como miembro de la comunidad dramática londinense, en tono despectivo. En él, Greene desacredita a Shakespeare bajo el nombre de «Shake-scene» («Sacudescenas») como un actor que se atrevía a escribir teatro y practicaba el plagio indiscriminado. El pasaje evoca una cita del Enrique VI, parte III (publicado tardíamente en 1623), pero aun así los críticos no terminan de ponerse de acuerdo sobre el significado de sus enigmáticas alusiones: 
Es un vulgar y arribista cuervo embellecido con nuestras plumas, de corazón de tigre bajo piel de actor, y se cree capaz de alentar el verso blanco como el mejor entre nosotros, no siendo otra cosa que un don nadie que se cree el único agita-escenas (shake-scene) del país.
Debe especificarse que todo o parte del folleto Groats-Worth pudo de hecho escribirse tras la muerte de Greene por uno de sus colegas escritores, con la esperanza de capitalizar su nombre y fama con una de sus «historias chillonas». 
El carácter jovial e irresponsable de Greene ha llevado a algunos, como por ejemplo a Stephen Greenblatt, a especular que él pudo haber servido de modelo para Falstaff, un personaje de Shakespeare.

## Obras

### En prosa
- Mamillia: A Mirror or Looking-glass for the Ladies of England (1583)
- Mamillia: The Second Part of the Triumph of Pallas (1593)
- The Anatomy of Lovers' Flatteries (1584)
- The Myrrour of Modestie (1584)
- Arbasto; The Anatomy of Fortune (1584)
- Gwydonius; The Card of Fancy (1584)
- The Debate Between Folly and Love (1584)
- The Second Part of the Tritameron of Love (1587)
- Planetomachia (1585)
- An Oration or Funeral Sermon (1585)
- Morando; The Tritameron of Love (1587)
- Morando; The Second Part of the Tritameron of Love (1587)
- Euphues: His Censure to Philautus (1587)
- Greene's Farewell to Folly (1591)
- Penelope's Web (¿1587?)
- Alcida; Greene's Metamorphosis (1617)
- Greenes Orpharion (1599)
- Pandosto (1588)
- Perimedes (1588)
- Ciceronis Amor (1589)
- Menaphon (1589)
- The Spanish Masquerado (1589)
- Greene's Mourning Garment (1590)
- Greene's Never Too Late (1590)
- Francesco's Fortunes, or The Second Part of Greene's Never Too Late (1590)
- Greene's Vision, Written at the Instant of his Death (1590?)
- The Royal Exchange* (1590)
- A Notable Discovery of Coosnage (1591)
- The Second Part of Conycatching (1591)
- The Black Books Messenger (1592)
- A Disputation Between a Hee Conny-Catcher and a Shee Conny-Catcher (1592)
- A Groatsworth of Wit Bought with a Million of Repentance  (1592)
- Philomela (1592)
- A Quip for an Upstart Courtier (1592)
- The Third and Last Part of Conycatching (1592)

### En verso
- A Maiden's Dream (1591)

### Teatrales
- Friar Bacon and Friar Bungay (h. 1590)
- The History of Orlando Furioso (h. 1590)
- A Looking Glass for London and England (h. 1590), en colaboración con Thomas Lodge
- The Scottish History of James the Fourth (h. 1590)
- The Comical History of Alphonsus, King of Aragon  (h. 1590)